# Blodets Røst
Blodets Røst er en amerikansk stumfilm fra 1916 af William S. Hart.

## Medvirkende
- William S. Hart som Joe Elk
- Blanche White som Alice McRae
- William Desmond som Bruce Smithson
- J. Frank Burke som Walter McRae
- Joe Goodboy